# Creußen
Creußen là một town tại huyện Bayreuth, bang Bayern nước Đức. Đô thị Creußen có diện tích 6648 km², dân số thời điểm ngày 31 tháng 12 năm 2006 là 4720 người. Đô thị này tọa lạc bên sông Roter Main, 13 km về phía đông nam của Bayreuth.